# Pretty Maids
Pretty Maids es una banda de heavy metal proveniente de Horsens, Dinamarca. Formada en 1981 por Ronnie Atkins y Ken Hammer.

## Miembros de la banda

### Alineación actual
- Ronnie Atkins (Paul Christensen) - cantante (1981 - presente)
- Ken Hammer (Kenneth Hansen) - guitarra (1981 - presente)
- Rene Shades - bajo (2012 - presente)
- Allan Tschicaja - batería (2006 - presente)
- Morten Sandager - teclados (2006 - presente)

### Antiguos miembros
- John Darrow (Johnny Møller) - bajo (1981 - 1984)
- Phil More (Henrik Andersen) - batería (1981 - 1990)
- Alan Owen (Allan Nielsen) - teclados (1981 - 1990 Still plays the keyboards on most records)
- Pete Collins (Jan Piete) - guitarra (1982 - 1986)
- Rick Hanson (Kim Hansen) - guitarra (1983 - 1984)
- Allan Delong (Allan Jensen) - bajo (1984 - 1990)
- Ricky Marx (Henrik Mark) - guitarra (1988 - 1991)
- Michael Fast - batería (1991 - 2005)
- Dominic Gale - teclados (1992, 1995, 1998, 1999) The Shout

### Miembros temporales - mayoría apoyo en vivo
- Benny Petersen - guitarra (1984) Mercyful Fate, White Lion
- Angel Schleifer (Chris Gerhard) - guitarra (1987) Bonfire
- Henrik Hilsson - tecladoss (1993)
- Jan Møller - teclados (1997, 2001 - 2004)
- Jørgen Thorup - teclados (2000) Shu-Bi-Dua
- René Shades (René Sehic) - guitar (2004) Mike Tramp
- Jacob Troutner - teclados (2004)

### Invitados en grabaciones
- Billy Cross - guitarra (1984)
- Phil Hart (Knud Lindhardt) - background vocals (1987 - present)
- Graham Bonnet - segunda voz (1987) Rainbow
- Ian Paice - drums (1990) Deep Purple
- Roger Glover - bass (1990) Deep Purple
- Freddy George Jensen - harp (1990)
- Ian Gillan - cantante (1992) Deep Purple
- Ivan Pedersen - segunda voz (1992 - 1995)

## Discografía

### Discos de estudio
- Red Hot and Heavy (1984)
- Future World (1987)
- Jump The Gun (1990, released as Lethal Heroes in America)
- Sin-Decade (1992)
- Stripped (1993, acoustic album)
- Scream (1994, not released in Europe until 1995)
- Spooked (1997)
- Anything Worth Doing Is Worth Overdoing (1999)
- Carpe Diem (2000)
- Planet Panic (2002)
- Wake Up to the Real World (2006)
- Pandemonium (2010)
- Motherland (2013)
- Kingmaker (2016) (Released November 4th,2016)
- Undress your madness (2019)

### EP
- Pretty Maids (1983, Bullet Records)
- Pretty Maids (1984, re-released on CBS)
- In Santa's Claws (1990, Christmas release)
- Offside (1992, acoustic EP)
- Massacre Classix Shape Edition (1999, limited edition logo-shaped disc)

### Discos en vivo
- Screamin' Live (1995, live compilation)
- Alive At Least (2003, live compilation)
- Maid in Japan - Future World Live 30 Anniversary (2020)

### Discos compilatorios
- The Best Of: Back To Back (1998)
- First Cuts and Then Some (1999, compilation of early and rare material)
- louder than ever (2014)